# Березовка (приток Битюга)
Березовка (Большая Березовка) — река, левый приток Битюга, протекает по территории Токарёвского района Тамбовской области в России. Длина реки — 12 км, площадь водосборного бассейна — 42,3 км².

## Описание
Березовка начинается около деревни Павловка. Генеральным направлением течения реки до деревни Красивка является северо-восток, далее — северо-запад. Около деревни Кулешовка, напротив села Ивано-Лебедянь, Березовка впадает в Битюг на высоте 144 м над уровнем моря.

## Данные водного реестра
По данным государственного водного реестра России относится к Донскому бассейновому округу, водохозяйственный участок реки — Битюг, речной подбассейн реки — бассейны притоков Дона до впадения Хопра. Речной бассейн реки — Дон (российская часть бассейна).
Код объекта в государственном водном реестре — 05010100912107000003781.